# ADO Den Haag

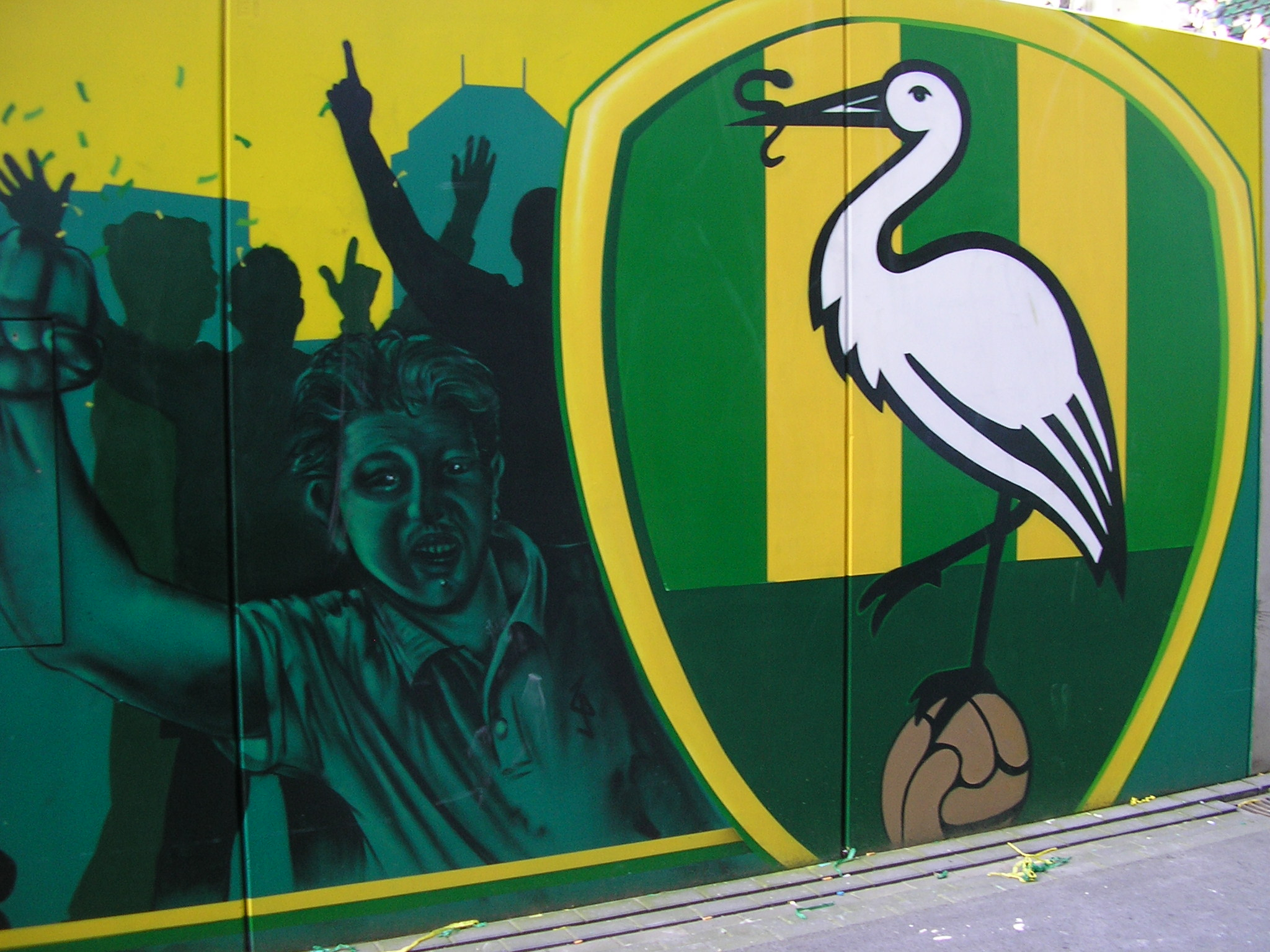
Bức tranh tường trong sân vận động ADO mới

Alles Door Oefening Den Haag (phát âm tiếng Hà Lan: [ˈɑləs doːr ˈufənɪŋ dɛn ˈɦaːx]), thường được biết đến với tên viết tắt ADO Den Haag [aːdoː dɛn ˈɦaːx], là một câu lạc bộ bóng đá của Hà Lan từ thành phố The Hague. Câu lạc bộ đã có một thời được gọi là FC Den Haag [fˈseː dɛn aːx], với ADO đại diện cho chi nhánh nghiệp dư của câu lạc bộ. Mặc dù đến từ một trong ba thành phố lớn truyền thống của Hà Lan, nhưng nó không thể sánh được với Ajax, Feyenoord hay PSV về thành công ở Eredivisie hay trong cuộc thi ở châu Âu. Tuy nhiên, có một sự cạnh tranh lớn với Ajax và Feyenoord. Các từ Alles Door Oefening dịch thành Mọi thứ thông qua thực hành bằng tiếng Hà Lan.

## Nhà tài trợ
| Giai đoạn | Nhà sản xuất bộ | Nhà tài trợ áo      |
| --------- | --------------- | ------------------- |
| 1987-1989 | Cruyff          | Hotelplan Vakanties |
| 1992-1994 | Lotto           |                     |
| 1994-1999 | Lotto           | VHS                 |
| 1999-2000 | Wilson          | Clients Solution    |
| 2000-2001 | Wilson          | Solidium            |
| 2001-2002 | Fila            | Solidium            |
| 2002-2004 | Fila            | Hommerson Casino's  |
| 2004-2005 | Hummel          | Hommerson Casino's  |
| 2005-2008 | Hummel          | DSW                 |
| 2008-2011 | Hummel          | Fit For Free        |
| 2011-2012 | Erreà           | Kyocera             |
| 2012-2017 | Erreà           | Basic Fit           |
| 2018-2022 | Erreà           | Cars Jeans          |

## Danh hiệu
Eredivisie (đến 1955–56 là Giải vô địch bóng đá Hà Lan):
- Vô địch: 1941–42, 1942–43

Eerste Divisie:
- Vô địch: 1956–57, 1985–86, 2002–03

Cúp KNVB:
- Vô địch: 1967–68, 1974–75
- Á quân: 1958–59, 1962–63, 1963–64, 1965–66, 1971–72, 1986–87

## Thành tích tại cúp châu Âu
UEFA Europa League
| Mùa giải | Vòng đấu       | Đối thủ | Sân nhà | Sân khách | Tổng tỷ số |
| -------- | -------------- | ------- | ------- | --------- | ---------- |
| 2011–12  | Vòng sơ loại 2 | Tauras  | 2–0     | 3–2       | 5–2        |
| 2011–12  | Vòng sơ loại 3 | Omonia  | 1–0     | 0–3       | 1–3        |

UEFA Cup Winners' Cup
| Mùa giải | Vòng đấu | Đối thủ         | Sân nhà | Sân khách | Tổng tỷ số |
| -------- | -------- | --------------- | ------- | --------- | ---------- |
| 1968–69  | Vòng 1   | Grazer AK       | 4–1     | 2–0       | 6–1        |
| 1968–69  | Vòng 2   | 1. FC Köln      | 0–1     | 0–3       | 0–4        |
| 1975–76  | Vòng 1   | Vejle BK        | 2–0     | 2–0       | 4–0        |
| 1975–76  | Vòng 2   | Lens            | 3–2     | 3–1       | 6–3        |
| 1975–76  | Tứ kết   | West Ham United | 4–2     | 1–3       | 5–5        |

## Kết quả trong nước
Dưới đây là bảng với kết quả trong nước của ADO Den Haag kể từ khi giới thiệu Eredivisie vào năm 1956. 
| Domestic Results since 1956                                           | Domestic Results since 1956 | Domestic Results since 1956                         | Domestic Results since 1956 | Domestic Results since 1956 |
| Domestic league                                                       | League result               | Qualification to                                    | KNVB Cup season             | Cup result                  |
| --------------------------------------------------------------------- | --------------------------- | --------------------------------------------------- | --------------------------- | --------------------------- |
| 2017–18 Eredivisie                                                    | 7th                         |                                                     | 2017–18                     | first round                 |
| 2016-17 Eredivisie                                                    | 11th                        | –                                                   | 2016–17                     | third round                 |
| 2015–16 Eredivisie                                                    | 11th                        | –                                                   | 2015–16                     | second round                |
| 2014–15 Eredivisie                                                    | 13th                        | –                                                   | 2014–15                     | second round                |
| 2013–14 Eredivisie                                                    | 9th                         | –                                                   | 2013–14                     | third round                 |
| 2012–13 Eredivisie                                                    | 9th                         | –                                                   | 2012–13                     | third round                 |
| 2011–12 Eredivisie                                                    | 15th                        | –                                                   | 2011–12                     | third round                 |
| 2010–11 Eredivisie                                                    | 7th                         | Europa League (winning EL play-offs) (Q2)           | 2010–11                     | fourth round                |
| 2009–10 Eredivisie                                                    | 15th                        | –                                                   | 2009–10                     | second round                |
| 2008–09 Eredivisie                                                    | 14th                        | –                                                   | 2008–09                     | round of 16                 |
| 2007–08 Eerste Divisie                                                | 6th                         | Eredivisie (winning promotion/releg. play-offs)     | 2007–08                     | third round                 |
| 2006–07 Eredivisie                                                    | 18th                        | Eerste Divisie (relegation)                         | 2006–07                     | third round                 |
| 2005–06 Eredivisie                                                    | 15th                        | –                                                   | 2005–06                     | third round                 |
| 2004–05 Eredivisie                                                    | 14th                        | –                                                   | 2004–05                     | quarter final               |
| 2003–04 Eredivisie                                                    | 15th                        | –                                                   | 2003–04                     | second round                |
| 2002–03 Eerste Divisie                                                | 1st                         | Eredivisie (promotion)                              | 2002–03                     | round of 16                 |
| 2001–02 Eerste Divisie                                                | 4th                         | promotion/relegation play-off: no promotion         | 2001–02                     | second round                |
| 2000–01 Eerste Divisie                                                | 16th                        | –                                                   | 2000–01                     | second round                |
| 1999–2000 Eerste Divisie                                              | 11th                        | –                                                   | 1999–2000                   | third round                 |
| 1998–99 Eerste Divisie                                                | 10th                        | –                                                   | 1998–99                     | second round                |
| 1997–98 Eerste Divisie                                                | 5th                         | promotion/relegation play-off: no promotion         | 1997–98                     | second round                |
| 1996–97 Eerste Divisie                                                | 8th                         | promotion/relegation play-off: no promotion         | 1996–97                     | group stage                 |
| 1995–96 Eerste Divisie                                                | 15th                        | –                                                   | 1995–96                     | round of 16                 |
| 1994–95 Eerste Divisie                                                | 4th                         | promotion/relegation play-off: no promotion         | 1994–95                     | round of 16                 |
| 1993–94 Eerste Divisie                                                | 7th                         | promotion/relegation play-off: no promotion         | 1993–94                     | quarter final               |
| 1992–93 Eerste Divisie                                                | 8th                         | –                                                   | 1992–93                     | third round                 |
| 1991–92 Eredivisie                                                    | 16th                        | Eerste Divisie (losing prom./relegation play-off)   | 1991–92                     | third round                 |
| 1990–91 Eredivisie                                                    | 14th                        | –                                                   | 1990–91                     | round of 16                 |
| 1989–90 Eredivisie                                                    | 10th                        | –                                                   | 1989–90                     | second round                |
| 1988–89 Eerste Divisie                                                | 2nd                         | Eredivisie (promotion)                              | 1988–89                     | semi-final                  |
| 1987–88 Eredivisie                                                    | 17th                        | Eerste Divisie (relegation)                         | 1987–88                     | round of 16                 |
| 1986–87 Eredivisie                                                    | 14th                        | Cup Winners' Cup                                    | 1986–87                     | final                       |
| 1985–86 Eerste Divisie                                                | 1st                         | Eredivisie (promotion)                              | 1985–86                     | semi-final                  |
| 1984–85 Eerste Divisie                                                | 4th                         | promotion/relegation play-off: no promotion         | 1984–85                     | second round                |
| 1983–84 Eerste Divisie                                                | 7th                         | –                                                   | 1983–84                     | round of 16                 |
| 1982–83 Eerste Divisie                                                | 6th                         | –                                                   | 1982–83                     | round of 16                 |
| 1981–82 Eredivisie                                                    | 17th                        | Eerste Divisie (relegation)                         | 1981–82                     | second round                |
| 1980–81 Eredivisie                                                    | 14th                        | –                                                   | 1980–81                     | second round                |
| 1979–80 Eredivisie                                                    | 10th                        | –                                                   | 1979–80                     | quarter final               |
| 1978–79 Eredivisie                                                    | 7th                         | –                                                   | 1978–79                     | round of 16                 |
| 1977–78 Eredivisie                                                    | 12th                        | –                                                   | 1977–78                     | second round                |
| 1976–77 Eredivisie                                                    | 10th                        | –                                                   | 1976–77                     | semi-final                  |
| 1975–76 Eredivisie                                                    | 6th                         | –                                                   | 1975–76                     | round of 16                 |
| 1974–75 Eredivisie                                                    | 10th                        | Cup Winners' Cup                                    | 1974–75                     | winners                     |
| 1973–74 Eredivisie                                                    | 13th                        | –                                                   | 1973–74                     | second round                |
| 1972–73 Eredivisie                                                    | 5th                         | –                                                   | 1972–73                     | quarter final               |
| 1971–72 Eredivisie                                                    | 5th                         | Cup Winners' Cup                                    | 1971–72                     | final                       |
| 1970–71 Eredivisie (as ADO... ...and Holland Sport)                   | 3rd 15th                    | UEFA Cup –                                          | 1970–71                     | quarter final round of 16   |
| 1969–70 Eredivisie (as ADO... ...and Holland Sport)                   | 6th 9th                     | –                                                   | 1969–70                     | quarter final first round   |
| 1968–69 Eredivisie (as ADO... ...and Holland Sport)                   | 6th 10th                    | –                                                   | 1968–69                     | round of 16 first round     |
| 1967–68 Eredivisie (as ADO) 1967–68 Eerste Divisie (as Holland Sport) | 4th 1st                     | Cup Winners' Cup Eredivisie (promotion)             | 1967–68                     | winners group stage         |
| 1966–67 Eredivisie (as ADO) 1966–67 Eerste Divisie (as Holland Sport) | 4th 3rd                     | –                                                   | 1966–67                     | round of 16 first round     |
| 1965–66 Eredivisie (as ADO) 1965–66 Eerste Divisie (as Holland Sport) | 3rd 11th                    | –                                                   | 1965–66                     | final group stage           |
| 1964–65 Eredivisie (as ADO) 1964–65 Eerste Divisie (as Holland Sport) | 3rd 13th                    | –                                                   | 1964–65                     | second round quarter final  |
| 1963–64 Eredivisie (as ADO) 1963–64 Eerste Divisie (as SHS)           | 10th 3rd                    | –                                                   | 1963–64                     | final round of 16           |
| 1962–63 Eredivisie (as ADO) 1962–63 Eerste Divisie (as SHS)           | 10th 11th                   | –                                                   | 1962–63                     | final                       |
| 1961–62 Eredivisie (as ADO) 1961–62 Eerste Divisie (as SHS)           | 15th 7th (group B)          | – – (after surviving promotion/relegation play-off) | 1961–62                     | third round                 |
| 1960–61 Eredivisie (as ADO) 1960–61 Eerste Divisie (as SHS)           | 11th 14th (group B)         | –                                                   | 1960–61                     | second round                |
| 1959–60 Eredivisie (as ADO) 1959–60 Eerste Divisie (as SHS)           | 12th 7th (group B)          | –                                                   | not held                    | not held                    |
| 1958–59 Eredivisie (as ADO... ...and SHS)                             | 13th 18th                   | – Eerste Divisie (relegation)                       | 1958–59                     | final                       |
| 1957–58 Eredivisie (as ADO) 1957–58 Eerste Divisie (as SHS)           | 6th 1st (group B)           | – Eredivisie (promotion)                            | 1957–58                     | third round                 |
| 1956–57 Eerste Divisie (as ADO... ...and SHS)                         | 1st 10th                    | Eredivisie (promotion) –                            | 1956–57                     | semi finals                 |

## Đội hình hiện tại

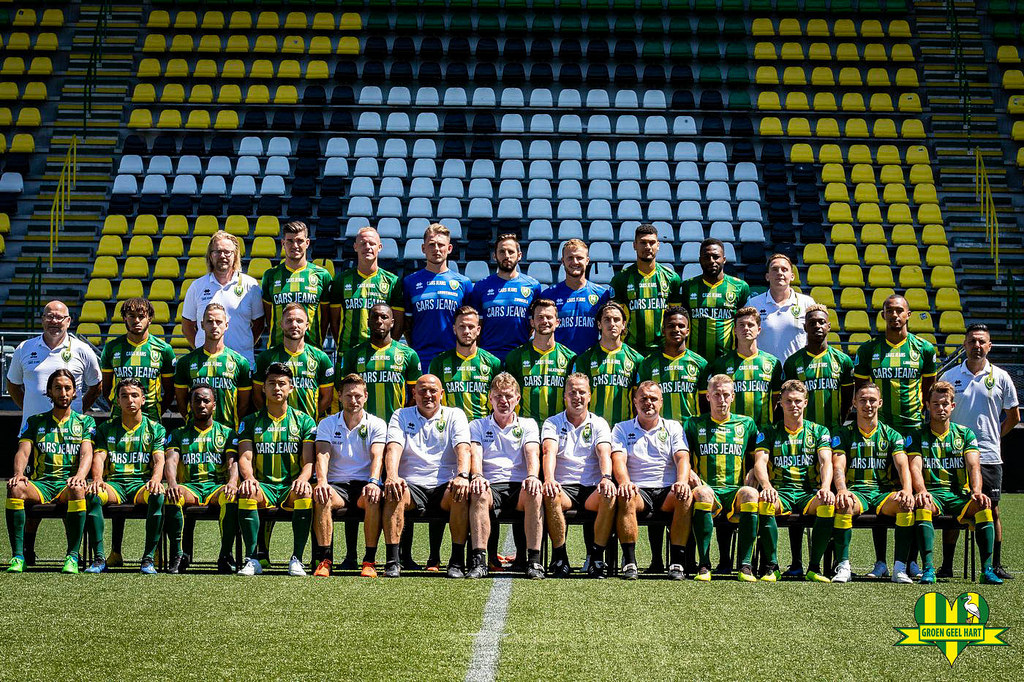

Tính đến ngày 31 tháng 1 năm 2019
| No. |                | Position | Player                                  |
| --- | -------------- | -------- | --------------------------------------- |
| 1   | Netherlands    | GK       | Indy Groothuizen                        |
| 2   | Suriname       | DF       | Dion Malone                             |
| 3   | Netherlands    | DF       | Giovanni Troupée (on loan from Utrecht) |
| 4   | Netherlands    | DF       | Tom Beugelsdijk (vice-captain)          |
| 5   | Ivory Coast    | DF       | Wilfried Kanon                          |
| 6   | Netherlands    | MF       | Donny Gorter                            |
| 7   | Netherlands    | FW       | Sheraldo Becker                         |
| 8   | Netherlands    | DF       | Aaron Meijers (captain)                 |
| 9   | Czech Republic | FW       | Tomáš Necid                             |
| 10  | Netherlands    | MF       | Lex Immers                              |
| 11  | Netherlands    | MF       | John Goossens                           |
| 12  | Netherlands    | FW       | Yahya Boussakou                         |
| 17  | Netherlands    | MF       | Danny Bakker                            |

| No. |             | Position | Player                              |
| --- | ----------- | -------- | ----------------------------------- |
| 18  | Netherlands | GK       | Mike Havekotte                      |
| 19  | Netherlands | DF       | Shaquille Pinas                     |
| 22  | Netherlands | GK       | Robert Zwinkels                     |
| 23  | Netherlands | MF       | Abdenasser El Khayati               |
| 25  | Netherlands | DF       | Robin Polley                        |
| 26  | Netherlands | FW       | Thijmen Goppel                      |
| 27  | Netherlands | DF       | Trevor David                        |
| 28  | Netherlands | MF       | Mats van Kins                       |
| 30  | Netherlands | MF       | Erik Falkenburg                     |
| 33  | Uganda      | FW       | Melvyn Lorenzen                     |
| 35  | Netherlands | FW       | Ricardo Kishna (on loan from Lazio) |
| 77  | Curaçao     | FW       | Elson Hooi                          |

### Cầu thủ cho mượn
| No. |             | Position | Player                                                      |
| --- | ----------- | -------- | ----------------------------------------------------------- |
|     | Netherlands | DF       | Nick Kuipers (at FC Emmen until ngày 30 tháng 6 năm 2019)   |
|     | Netherlands | MF       | Hennos Asmelash (at TOP Oss until ngày 30 tháng 6 năm 2019) |

| No. |             | Position | Player                                                   |
| --- | ----------- | -------- | -------------------------------------------------------- |
|     | Netherlands | MF       | Sem Steijn (at VVV-Venlo until ngày 30 tháng 6 năm 2019) |
|     | Netherlands | FW       | Delano Ladan (at TOP Oss until ngày 30 tháng 6 năm 2019) |

## Huấn luyện viên
| - John Donaghy (1928–32) - Wim Tap (1936–46) - Franz Fuchs (1952–53) - Dick Groves (1953) - Franz Gutkas (1954–55) - Rinus Loof (1955–62) - Ernst Happel (ngày 1 tháng 7 năm 1962 – ngày 30 tháng 6 năm 1969) - Václav Ježek (ngày 1 tháng 7 năm 1969 – ngày 30 tháng 6 năm 1972) - Vujadin Boškov (ngày 1 tháng 7 năm 1974 – ngày 30 tháng 6 năm 1976) - Anton Malatinský (ngày 1 tháng 7 năm 1976 – ngày 30 tháng 6 năm 1978) - Piet de Visser (ngày 1 tháng 7 năm 1978 – ngày 30 tháng 6 năm 1980) - Hans Kraay (ngày 1 tháng 7 năm 1980 – ngày 30 tháng 6 năm 1981) - Cor van der Hart (ngày 1 tháng 7 năm 1981 – ngày 30 tháng 6 năm 1983) - Rob Baan (ngày 1 tháng 7 năm 1983 – ngày 30 tháng 6 năm 1986) - Pim van de Meent (ngày 1 tháng 7 năm 1986 – ngày 30 tháng 6 năm 1988) - Co Adriaanse (ngày 1 tháng 7 năm 1988 – ngày 12 tháng 2 năm 1992) - Nol de Ruiter (ngày 1 tháng 7 năm 1992 – ngày 30 tháng 6 năm 1993) | - Lex Schoenmaker (1994–95) - Theo Verlangen (1995–96) - Mark Wotte (ngày 1 tháng 7 năm 1996 – ngày 31 tháng 12 năm 1997) - André Hoekstra (ngày 31 tháng 12 năm 1997 – ngày 30 tháng 6 năm 1999) - Rob Meppelink (ngày 1 tháng 7 năm 1999 – ngày 30 tháng 6 năm 2000) - Rinus Israel (ngày 1 tháng 7 năm 2001 – ngày 30 tháng 11 năm 2003) - Lex Schoenmaker (caretaker) (ngày 1 tháng 12 năm 2003 – ngày 30 tháng 6 năm 2004) - Frans Adelaar (ngày 1 tháng 7 năm 2004 – ngày 20 tháng 11 năm 2006) - Lex Schoenmaker (caretaker) (ngày 21 tháng 11 năm 2006 – ngày 30 tháng 6 năm 2007) - Wiljan Vloet (ngày 1 tháng 7 năm 2007 – ngày 30 tháng 6 năm 2008) - André Wetzel (ngày 1 tháng 7 năm 2008 – ngày 17 tháng 4 năm 2009) - Raymond Atteveld (ngày 17 tháng 4 năm 2009 – ngày 30 tháng 3 năm 2010) - Maurice Steijn (caretaker) (ngày 30 tháng 3 năm 2010 – ngày 30 tháng 6 năm 2010) - John van den Brom (ngày 1 tháng 7 năm 2010 – ngày 29 tháng 6 năm 2011) - Maurice Steijn (ngày 30 tháng 6 năm 2011 – ngày 5 tháng 2 năm 2014) - Henk Fräser (ngày 5 tháng 2 năm 2014 – ngày 30 tháng 6 năm 2016) - Željko Petrović (ngày 1 tháng 7 năm 2016 – ngày 7 tháng 2 năm 2017) - Alfons Groenendijk (Februari 8, 2017 – present) |